# Bulletproof (trilha sonora)
Esta é a trilha sonora do jogo 50 Cent: Bulletproof, lançada pela Shadyville Entertainment. Esta trilha sonora contém 13 novas músicas de 50 Cent. Também é disponibilizada uma edição instrumental. Sucedeu a trilha sonora de Get Rich or Die Tryin'.

## Lista de músicas
| #  | Música                               | Participação especial(is) |
| -- | ------------------------------------ | ------------------------- |
| 1  | Don't Make Me                        |                           |
| 2  | Grew Up                              |                           |
| 3  | Hit Your Ass Up (Versão Bulletproof) | Lloyd Banks e Tony Yayo   |
| 4  | Hole in Yo Back                      |                           |
| 5  | I Run NY (Versão Bulletproof)        | Tony Yayo                 |
| 6  | I Warned You                         |                           |
| 7  | I'm a Rida                           |                           |
| 8  | Maybe We Crazy                       |                           |
| 9  | P.I.M.P. Pt.2                        |                           |
| 10 | Simply the Best                      |                           |
| 11 | Southside G-Unit                     |                           |
| 12 | When You Hear That                   | Tony Yayo                 |
| 13 | Why Ask Why                          |                           |